# پیامد زیست‌محیطی تولید گوشت

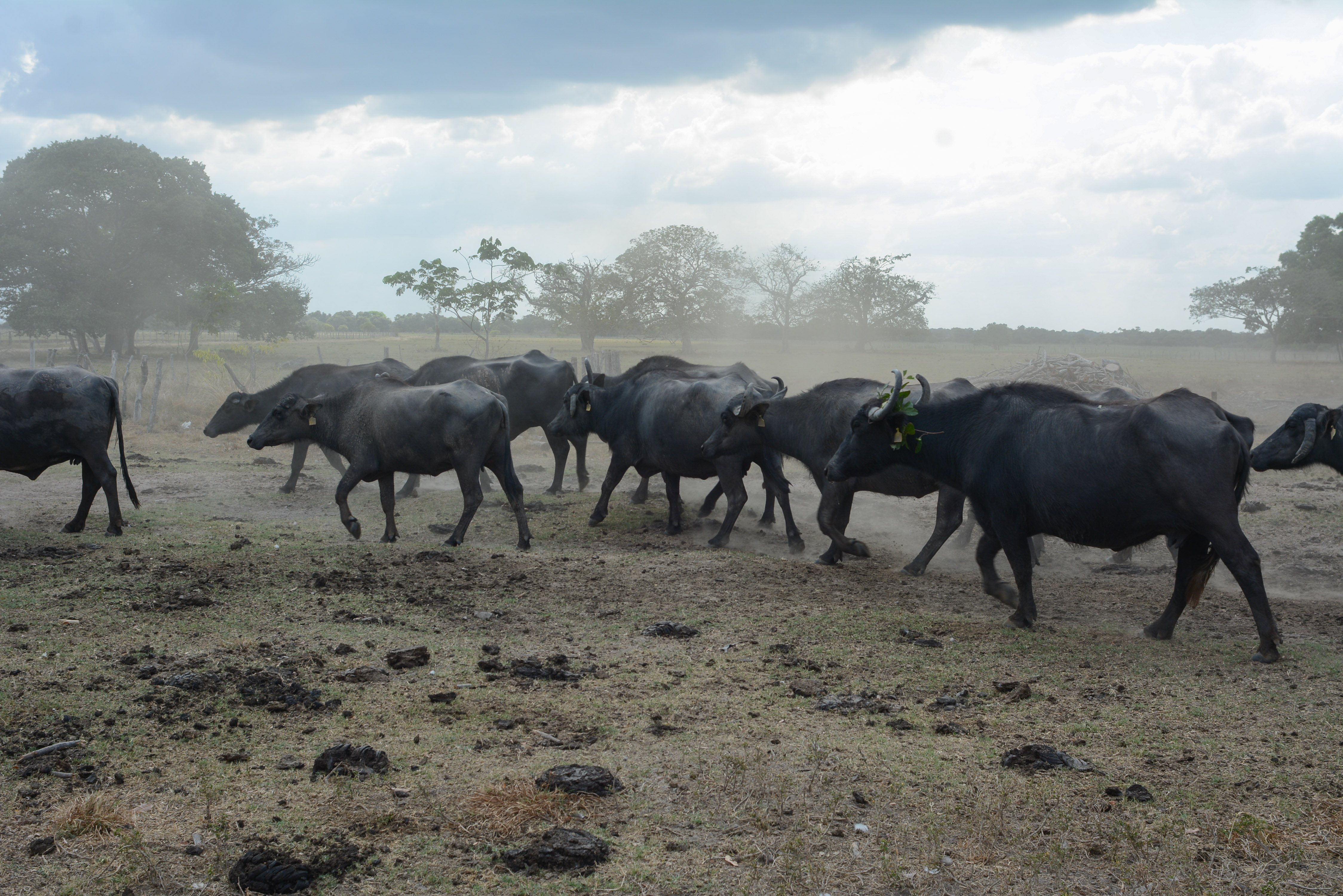
گاوها در لس لیانوس، ونزوئلا

پیامدهای زیست‌محیطی تولید گوشت یا تأثیرات زیست‌محیطی دام‌پروری (به انگلیسی: Environmental impact of meat production)
به دلیل گستردگی فعالیت‌های کشاورزی و دامپروری به کار گرفته شده در نقاط مختلف جهان، متغیر می‌باشد. با این وجود، نشان داده شده است که تمامی فعالیت‌های کشاورزی و دامپروری تا حدودی اثرات متنوعی بر محیط زیست دارند. دامپروری به خصوص تولید گوشت، می‌تواند سبب آلودگی، انتشار گازهای گلخانه‌ای، از دست دادن تنوع زیستی، بیماری و به شکل چشمگیری مصرف سرزمین، غذا و آب شود. گوشت از طریق روش‌های متنوعی شامل کشاورزی زیستی، کشاورزی دامنه آزاد، دامداری متمرکز و کشاورزی معیشتی تأمین می‌شود. همچنین بخش چارپایان اهلی در اقتصاد شامل این موارد است: پشم، تخم مرغ و تولید محصولات لبنی و حیوانات اهلی که برای شخم‌زنی به کار رفته و مزارع پرورش ماهی.
دامپروری سهم چشمگیری در انتشار گازهای گلخانه‌ای دارد. گاوها، گوسفندان و دیگر جانوران پستانداران نشخوار کننده غذای خود را با تخمیر روده‌ای هضم می‌کنند و آروغ آنها منبع اصلی انتشار متان است که ناشی از کاربری زمین، تغییر کاربری زمین و جنگلداری است. کود حیوانی به همراه متان و نیتروز اکسید باعث می‌شود که حیوانات اهلی منبع اصلی انتشار گاز گلخانه‌ای از کشاورزی شود. کاهش چشمگیر در مصرف گوشت برای کاهش تغییرات آب و هوایی امری ضروری است، به‌ویژه که جمعیت انسان تا اواسط قرن جاری ۲٫۳ میلیارد نفر افزایش می‌یابد.

## رویه‌های مصرف و تولید
مطالعات مختلف نشان می‌دهند که افزایش مصرف گوشت در حال حاضر با رشد جمعیت انسانی و افزایش درآمد افراد یا تولید ناخالص داخلی مرتبط است و به همین دلیل است که تاثیرات زیست‌محیطی تولید گوشت و مصرف آن در صورتی که عادت‌های رفتاری حال حاضر تغییر نکند، افزایش خواهد یافت.

## مصرف منابع

### مصرف غذا
حدود ۸۵ درصد دانه‌های سویای دنیا در غذاها و روغن‌های گیاهی و تقریباً تمام ماده غذایی غذای حیوانات استفاده می‌شود. تقریباً ۶ درصد دانه‌های سویا به‌طور مستقیم برای غذای انسانی اکثراً در آسیا مورد مصرف می‌گردد. در مجاور ایالات متحده، ۱۲۷٫۴ میلیون جریب (واحد اندازه‌گیری سطح) از محصولات برای مصرف حیوانات کاشته می‌شود و در مقابل ۷۷٫۳ میلیون جریب برای مصرف انسانی محصول کاشته می‌شود.
به ازای هر ۱۰۰ پوند غذایی که از محصولات برای انسان ساخته می‌شود، ۳۷ پوند محصولات جانبی غیرخوراکی انسانی ایجاد می‌شود، و در بسیاری از کشورها این محصولات جانبی گیاهی را برای تغذیه گاوهایشان استفاده می‌کنند.
پرورش حیوانات اهلی برای مصرف انسان تقریباً ۴۰ درصد از کل تولیدات کشاورزی در کشورهای صنعتی را تشکیل می‌دهد. بسته به سیستم تولید و نوع خوراک، بین نه دهم تا هفت و نه دهم کیلوگرم غلات برای تولید یک کیلوگرم گوشت گاو، بین یک دهم تا چهار و سه دهم کیلوگرم دانه برای تولید یک کیلوگرم گوشت خوک و بین صفر تا سه‌ونیم کیلوگرم غلات برای تولید یک کیلوگرم گوشت مرغ مورد نیاز می‌باشد.

### مصرف زمین
مراتع دائمی و مراتع، اعم از چراگاه یا مراتع غیرچراگاهی، ۲۶ درصد از سطح زمین بدون یخ را اشغال می‌کنند. تولید محصولات غذایی حدود یک سوم زمین‌های کشاورزی را مصرف می‌کند. بیشتر از یک سوم زمین‌های ایالات متحده برای مراتع استفاده شده‌است که بزرگ‌ترین سرزمین مورد استفاده در مجاور ایالات متحده می‌باشد.

### مصرف آب
میزان آب مصرفی در سطح جهانی برای اهداف کشاورزی بیش از تمامی دیگر مصارف صنعتی از آب می‌باشد. تقریباً ۸۰ درصد منابع آب جهان برای مصارف اکوسیستم کشاورزی مورد استفاده قرار می‌گیرد. در کشورهای پیشرفته، تا ۶۰ درصد مصرف آب می‌تواند برای آبیاری مورد استفاده قرار گیرد و ۹۰ درصد در کشورهای رو به پیشرفت که به وضعیت اقتصادی و آب و هوای مناطق بستگی دارد.